# Saint-Juvin
Saint-Juvin é uma comuna francesa na região administrativa de Grande Leste, no departamento das Ardenas. Estende-se por uma área de 9,4 km².